# 蒙瑟克雷
蒙瑟克雷（法語：Montsecret，法語發音：[mɔ̃səkʁɛ] ⓘ）是法国奥恩省的一个旧市镇，位于该省西北部，属于阿让唐区。2015年1月1日，蒙瑟克雷和相邻的克莱尔富热尔合并为新市镇蒙瑟克雷-克莱尔富热尔（Montsecret-Clairefougère），蒙瑟克雷为政府驻地。

## 地理
蒙瑟克雷（48°47'54"N, 0°40'30"W）面积11 平方千米，位于法国诺曼底大区奧恩省，该省份为法国西北部内陆省份，北起顺时针与卡爾瓦多斯省、厄尔省、厄尔-卢瓦省、萨尔特省、马耶讷省和芒什省接壤。
与蒙瑟克雷接壤的市镇（或旧市镇、城区）包括：贝尼耶尔勒帕特里、弗雷讷。

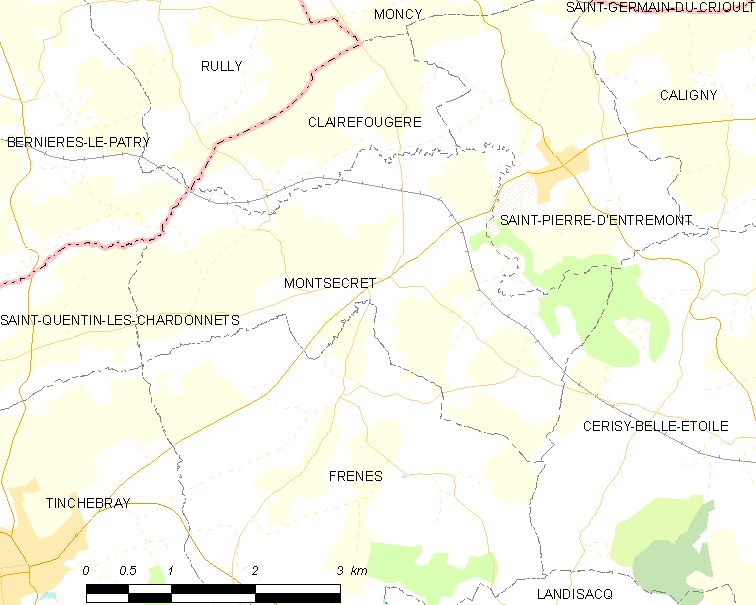
蒙瑟克雷的OSM定位图

蒙瑟克雷的时区为UTC+01:00、UTC+02:00（夏令时）。

## 行政
蒙瑟克雷的邮政编码为61800，INSEE市镇编码为61292。

## 政治
蒙瑟克雷所属的省级选区为栋夫龙昂普瓦赖县。

## 人口

1962-2008年间蒙瑟克雷人口变化图示

蒙瑟克雷于2018年1月1日时的人口数量为533人。